# Novembre 1934

## Événements
- Manœuvres militaires en Mer du Nord associant pour la première fois marine et aviation.

- 1er novembre : les travaillistes remportent les municipales dans plus de 300 villes au Royaume-Uni, dont Londres.

- 7 novembre :
  - France : chute du président du Conseil Gaston Doumergue à la suite d'un projet de réforme de la Constitution (droit pour le gouvernement de dissoudre la Chambre sans avis du Sénat en cas de crises ministérielles répétées).
  - Georges Theunis, Premier ministre en Belgique.

- 13 novembre, France : Pierre-Étienne Flandin président du Conseil. Il forme un gouvernement avec les radicaux et les modérés.

- 19 novembre : premier vol du Loire 130

- 24 novembre : premier vol du Bloch MB.210
- 25 Novembre : Naissance de Jeannine Furet, qui sera élue Meilleure Grand-mère du Grand Ouest puis rapidement de l'Univers. Star de Kerbrun, puis de Domitys "Les portes de l'Atlantique.

- 27 novembre : 
  - Daniel Salamanca Urey est renversé en Bolivie.
  - Premier vol transatlantique du Blériot 5190, de Dakar, au Sénégal, à Natal, au Brésil, avec Lucien Bossoutrot aux commandes.

- 28 novembre : 
  - À la chambre des Communes, Churchill dénonce les intentions belliqueuses de l’Allemagne et demande un renforcement des capacités militaires du Royaume-Uni.
  - Exposition de Victor Brauner à Paris.

- 29 novembre : après une grave défaite face aux nationalistes au nord du Guangxi, l’armée rouge de Mao réussit à passer la rivière Xiang.

- 30 novembre, France : mort en démonstration de l'aviatrice Hélène Boucher qui, à 26 ans, venait de battre le record du monde de vitesse sur 1000 kilomètres à Guyancourt.

## Naissances
- 4 novembre : Fermín Murillo, matador espagnol († 29 octobre 2003).
- 6 novembre : David Ramsbotham, militaire et homme politique britannique († 13 décembre 2022).
- 9 novembre : 
  - Carl Sagan, écrivain et astronome américain († 20 décembre 1996).
  - Ronald Harwood, écrivain, dramaturge et scénariste Sud-africain († 8 septembre 2020).
  - Jean-Pierre Soisson, homme politique français († 27 février 2024).
  - 11 novembre : Nadine Trintignant, réalisatrice, scénariste et écrivaine française.
- 15 novembre :
  - Farid belkahya, peintre marocain († 25 septembre 2014).
  - Maluda : peintre portugais († 10 février 1999).
  - Grégoire Pierre XX Ghabroyan, prélat catholique († 25 mai 2021).
- 16 novembre : Guy Stockwell, acteur américain († 6 février 2002).
- 17 novembre : James Inhofe, homme politique américain et sénateur des États-Unis pour l'Oklahoma de 1994 à 2023 († 9 juillet 2024).
- 19 novembre : Kurt Hamrin, Footballeur international suédois († 4 février 2024).
- 21 novembre : Howard Pawley, premier ministre du Manitoba († 30 décembre 2015).
- 24 novembre :
  - Sophie Daumier, actrice et humoriste française, compagne de Guy Bedos († 31 décembre 2003).
  - Alfred Schnittke, compositeur soviétique d'origine allemande († 3 août 1998).
  - Klaus Bugdahl, coureur cycliste allemand († 15 août 2023).
- 26 novembre : Charles-Michel Marle, mathématicien français.
- 28 novembre : Gato Barbieri, saxophoniste de jazz argentin († 2 avril 2016).
- 30 novembre : Marcel Prud'homme, sénateur et politicien († 25 janvier 2017).

## Décès
- 12 novembre : Luis Freg, matador mexicain (° 21 juin 1890).
- 18 novembre : Pietro Gasparri, cardinal italien de la Curie romaine (° 5 mai 1852).
- 23 novembre : Giovanni Brunero, coureur cycliste italien, triple vainqueur du Giro (1921, 1922, 1926). (°4 octobre 1895)
- 30 novembre : Hélène Boucher, aviatrice française (° 23 mai 1908).